# Georges J. F. Köhler
Georges Jean Franz Köhler (n. 17 aprilie 1946, München, Germania sub ocupație aliată – d. 1 martie 1995, Freiburg im Breisgau, Germania) a fost un biolog german.
După ce și-a luat bacalaureatul în Kehl, Köhler începe din 1965 să studieze biologie la Universitatea din Freiburg. După ce își termină studiile în 1971, lucrează împreună cu Fritz Melchers la Institutul de Imunologie de la Basel, ce aparține de compania Roche. Își ia doctoratul tot la Universitatea din Freiburg pe o temă despre enzimologia sistemului imun.
În perioada 1974-1976 Köhler lucrează la Medical Research Council Laboratory din Cambridge (RU) în grupa lui César Milstein. Acolo decoperă împreună cu Milstein posibilitatea formării de anticorpi monoclonali in celule hibridom prin fuzionarea de limfocite B cu celule mielom.

În perioada 1976-1984 lucrează iarăși la Institutul de Imunologie din Bassel până când i se oferă postul de director al Institutului Max Planck pentru Imuno-Biologie. Tot din 1984 este și profesor la Universitatea din Freiburg.
În 1984 primește împreună cu César Milstein și Niels K. Jerne Premiul Nobel pentru Fiziologie sau Medicină
Georges Köhler a murit în 1995 la vârsta de 48 de ani de pneumonie.